# ناحیه انکوسکی
ناحیه اَنِکُوسْکی زیرمجموعه فنلاند مرکزی و یکی از ناحیه‌ها در فنلاند از سال ۲۰۰۹ است.

## شهرداری‌ها
- انکوسکی (۲۰٬۲۸۲)
- کننوسی (۲٬۹۰۳)